# Mjöshultegölen
Mjöshultegölen är en sjö i Vimmerby kommun i Småland och ingår i Marströmmens huvudavrinningsområde. Sjöns area är 0,03 kvadratkilometer och den befinner sig 90 meter över havet.